# Stéphane Clavier
Pour les articles homonymes, voir Clavier.
Stéphane Clavier est un réalisateur et scénariste français, né le 14 mars 1955 à Paris. Il est le frère de Christian Clavier et le neveu du producteur Yves Rousset-Rouard.

## Biographie
Stéphane Clavier a travaillé en tant que moniteur de ski, avant de faire ses débuts en tant qu'assistant réalisateur en 1977, en particulier sur Les Bronzés font du ski et Je vais craquer de Patrice Leconte. C'est notamment sur ses conseils que Val-d'Isère a été choisi comme lieu de tournage du film Les Bronzés font du ski, car Stéphane Clavier habitait déjà à l'époque le Miroir, sur la commune de Sainte-Foy-Tarentaise, non loin du Val-d'Isère.
Il réalise avec un premier court métrage en 1986, Le Torero hallucinogène, et un premier long métrage co-réalisé en 1991, Les Secrets professionnels du docteur Apfelglück, puis La voie est libre, avec François Cluzet, en 1997, et Lovely Rita, sainte patronne des cas désespérés dont Christian Clavier, son frère, tient le rôle principal. Il se spécialise alors dans la publicité pour laquelle il réalise environ 150 spots entre 1986 et 2003.
Il travaille essentiellement pour la télévision à partir des années 2000. En 2008, il obtient le Grand Prix du festival TV de Luchon pour la série Merci, les enfants vont bien.

## Filmographie
Sauf indication contraire, les informations mentionnées dans cette section peuvent être confirmées par les bases de données cinématographiques IMDb et Allociné,  présentes dans la section « Liens externes ».

### Réalisateur

#### Cinéma
- 1986 : Le Torero hallucinogène (court métrage)
- 1991 : Les Secrets professionnels du docteur Apfelglück (film à sketchs)
- 1998 : La voie est libre
- 2003 : Lovely Rita, sainte patronne des cas désespérés

#### Télévision

##### Téléfilms
- 2001 : Le Divin Enfant
- 2002 : Patron sur mesure
- 2003 : Coup de Soleil
- 2004 : 3 garçons, 1 fille, 2 mariages
- 2004 : Si j'étais elle
- 2006 : Je hais les vacances
- 2009 : Drôle de famille !
- 2012 : À dix minutes des naturistes
- 2014 : Lettre à France
- 2016 : Frères à demi

##### Séries télévisées
- 2005 - 2008 : Merci, les enfants vont bien (12 épisodes)
- 2006 : Alice et Charlie (pilote uniquement)
- 2010 : Les Bleus, premiers pas dans la police (3 épisodes)
- 2011 : L'Épervier (6 épisodes)
- 2011 : Doc Martin (saison 2)
- 2013 : Vive la colo ! (saison 2)
- 2016 : Famille d'accueil (saison 14)

#### Clip
- 1988 : La Machine à rattraper le temps, du groupe Indochine[réf. nécessaire]

### Scénariste
- 1986 : Le Torero hallucinogène (court métrage)
- 1998 : La voie est libre
- 2003 : Lovely Rita, sainte patronne des cas désespérés

### Assistant réalisateur
- 1978 : Les Bronzés de Patrice Leconte
- 1979 : Les Bronzés font du ski de Patrice Leconte
- 1980 : Je vais craquer de François Leterrier
- 1980 : Le Coup du parapluie de Gérard Oury : Mireille
- 1981 : Pourquoi pas nous ? de Michel Berny
- 1981 : Les Babas-cool de François Leterrier
- 1981 : Clara et les Chics Types de Jacques Monnet
- 1982 : Elle voit des nains partout ! de Jean-Claude Sussfeld
- 1983 : L'Été meurtrier de Jean Becker
- 1984 : Les Ripoux de Claude Zidi
- 1985 : Le Mariage du siècle de Philippe Galland
- 1987 : Association de malfaiteurs  de Claude Zidi

### Acteur
- 1985 : Le Mariage du siècle de Philippe Galland : le barman

## Distinctions
Sauf indication contraire, les informations mentionnées dans cette section peuvent être confirmées par les bases de données cinématographiques IMDb et Allociné,  présentes dans la section « Liens externes ».

### Récompenses
- Festival européen du film court de Brest 1987 : Prix de la qualité technique pour Le Torero hallucinogène[réf. nécessaire]
- Festival TV de Luchon 2008 : grand prix des séries pour Merci, les enfants vont bien

### Nominations
- César 1987 : meilleur court métrage de fiction pour Le Torero hallucinogène
- Festival TV de Luchon 2011 : Pyrénées d'or de la meilleure série pour L'Épervier
- Trophées du Film français 2013 : meilleure fiction unitaire pour À dix minutes des naturistes